# Яцина Владислав Андрійович
Владисла́в Андрі́йович Яци́на — лейтенант Збройних Сил України, учасник російсько-української війни, що загинув у ході російського вторгнення в Україну в 2022 році.

## Життєпис
Народився 25 березня 1996 року. Мешкав у Петрівській селищній громаді Олександрійського району на Кіровоградщині. 
З початком широкомасштабного військового вторгнення РФ в Україну перебував на передовій. Військову службу танкіста проходив у складі 17 ОТБр. 
25 березня 2022 року загинув разом із товаришем у танку на свій 26-й день народження. Протягом двох діб територія, де це сталося, постійно обстрілювалася. Тому тіла загиблих довго не вдавалося вилучити.

## Родина
В офіцера залишились дружина, трирічний син і бабуся.

## Нагороди
- орден За мужність III ступеня (2022, посмертно) — за особисту мужність і самовіддані дії, виявлені у захисті державного суверенітету та територіальної цілісності України, вірність військовій присязі[4][5].